# Пнювек (Люблінське воєводство)
Пнювек (пол. Pniówek) — село в Польщі, у гміні Замостя Замойського повіту Люблінського воєводства. Населення — 878 осіб (2011).

## Історія
За даними етнографічної експедиції 1869—1870 років під керівництвом Павла Чубинського, у селі переважно проживали українськомовні греко-католики, меншою мірою — польськомовні римо-католики.
У 1975—1998 роках село належало до Замойського воєводства.

## Демографія
Демографічна структура станом на 31 березня 2011 року:
|          | Загалом | Допрацездатний вік | Працездатний вік | Постпрацездатний вік |
| -------- | ------- | ------------------ | ---------------- | -------------------- |
| Чоловіки | 436     | 94                 | 294              | 48                   |
| Жінки    | 442     | 103                | 257              | 82                   |
| Разом    | 878     | 197                | 551              | 130                  |